# Tuve-Säve

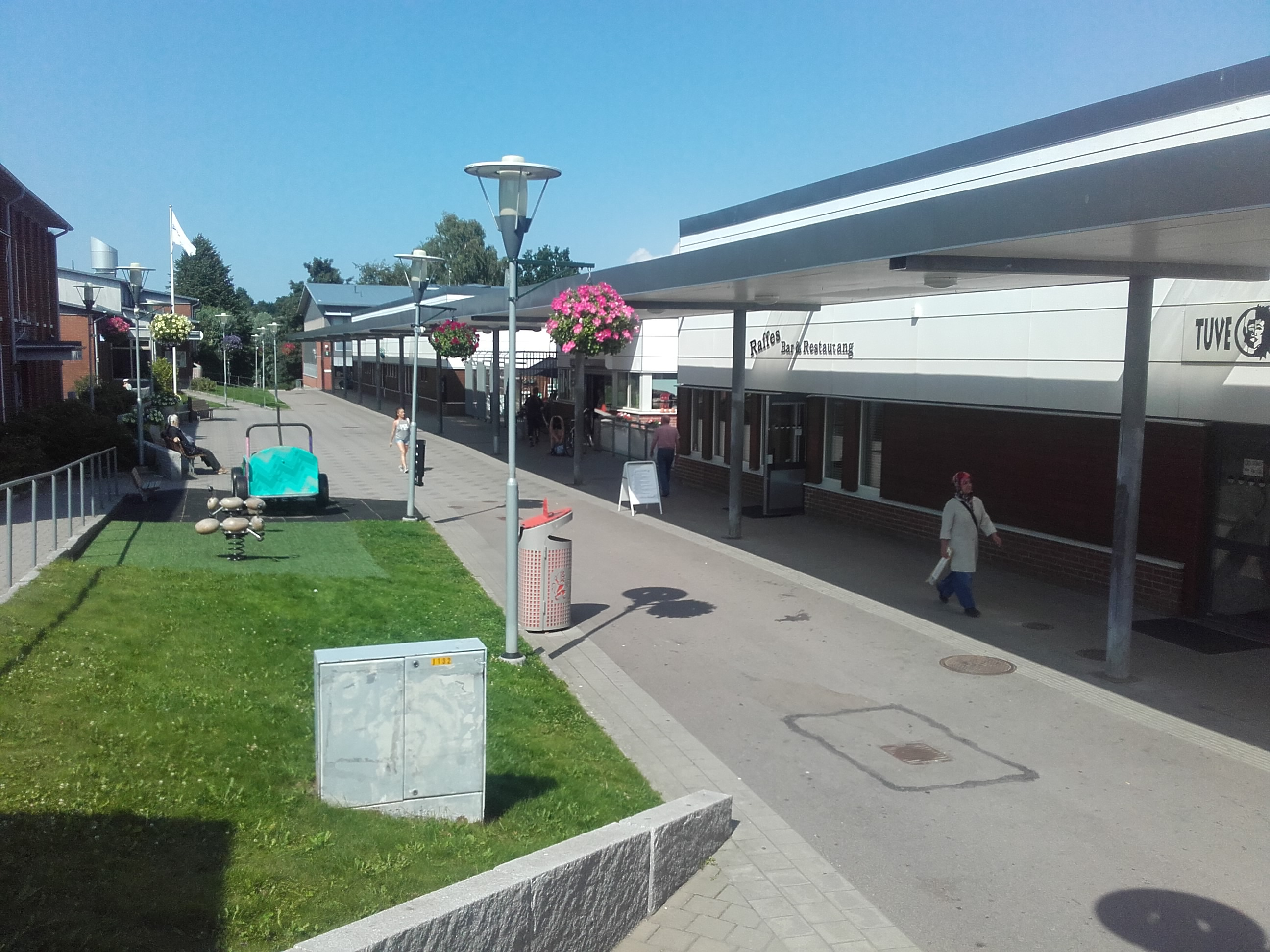
A praça Tuve torg

Tuve-Säve foi uma das 21 freguesias administrativas da cidade sueca de Gotemburgo entre 1989 e 2010, tendo em 2011 sido integrada na nova circunscrição de Norra Hisingen.

Tinha uma área de 48 km2 e uma população de cerca de 11 022 habitantes (2010).
Compreendia os bairros de Tuve e Säve.

## Infraestruturas
- Aeroporto de Säve (Säve flygplats)
- Estação de ferry-boat de Kornhall

## Património
- Túmulo megalítico da rainha Hacka

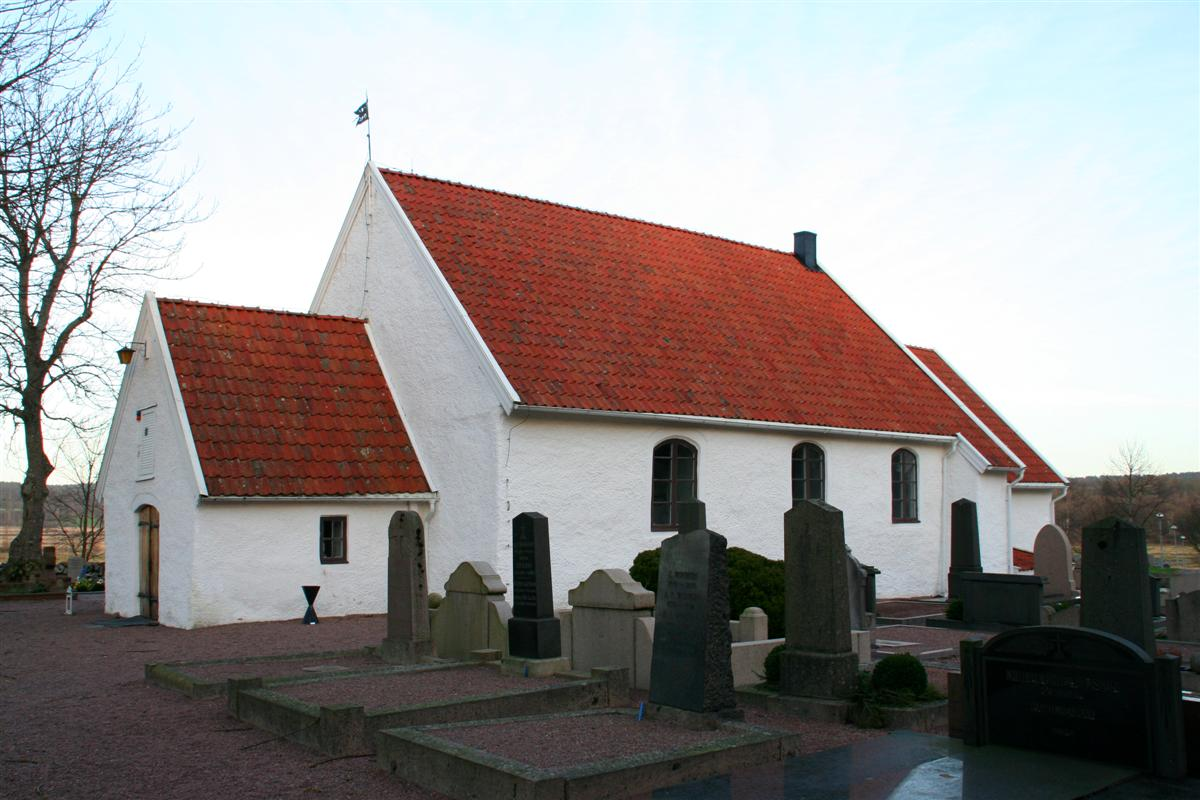
A igreja de Tuve
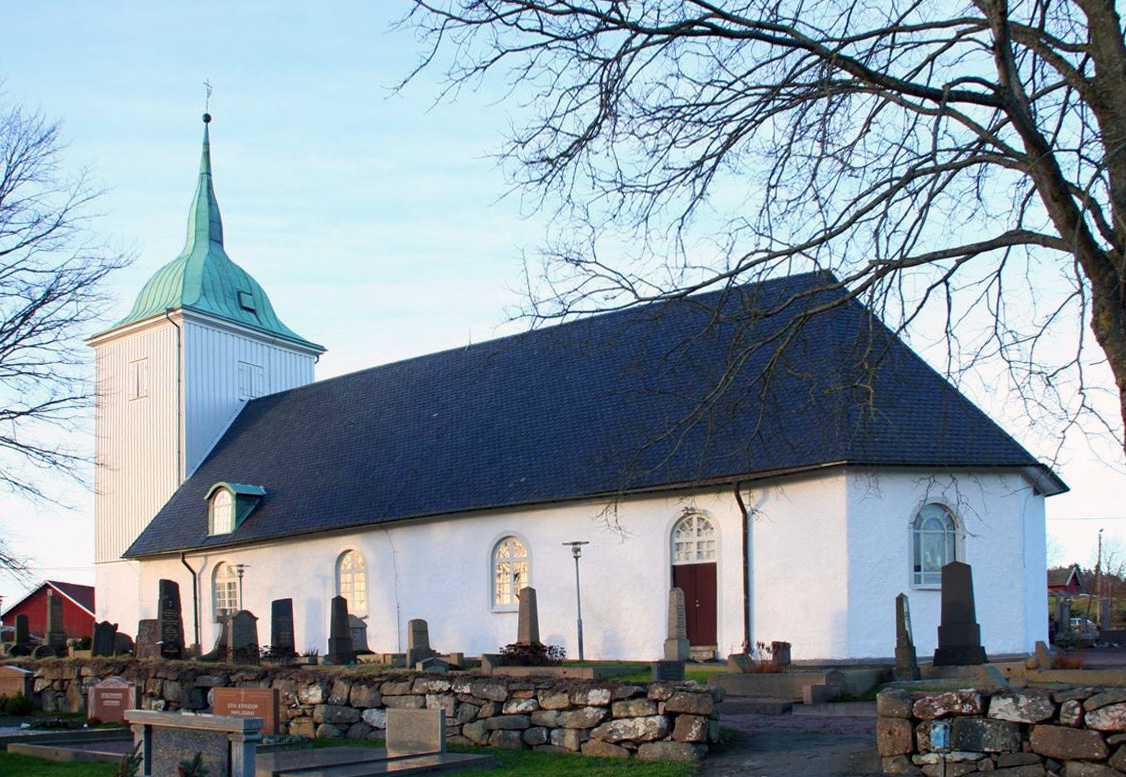
A igreja de Säve